# Acanthosomatidae
Acanthosomatidae es una familia de insectos del orden Hemiptera con 54 géneros y alrededor de 200 especies. Es una de las familias menos diversificadas de Pentatomoidea. Es de distribución cosmopolita, especialmente de regiones templadas o semitropicales. Las hembras exhiben comportamiento maternal.
En 2014 se describió un nuevo género, elevando el número a 55.

## Géneros
Ejemplos de géneros y especies:
- Acanthosoma Curtis, 1824
  - Acanthosoma haemorrhoidale (Linnaeus, 1758)
  - Acanthosoma labiduroides Jakovlev, 1880
- Cyphostethus Fieber, 1860
  - Cyphostethus tristriatus
- Elasmostethus Fieber, 1860
  - Elasmostethus interstinctus
  - Elasmostethus minor
- Elasmucha Stål, 1864
  - Elasmucha cordillera Thomas, 1991
  - Elasmucha ferrugata (Fabricius, 1787)
  - Elasmucha fieberi (Jakovlev, 1864)
  - Elasmucha flammatum (Distant, 1893)
  - Elasmucha grisea (Linnaeus, 1758)
  - Elasmucha lateralis (Say, 1831)
- Eupolemus
- Oncacontias Breddin, 1903
  - Oncacontias vittatus — Forest shield bug

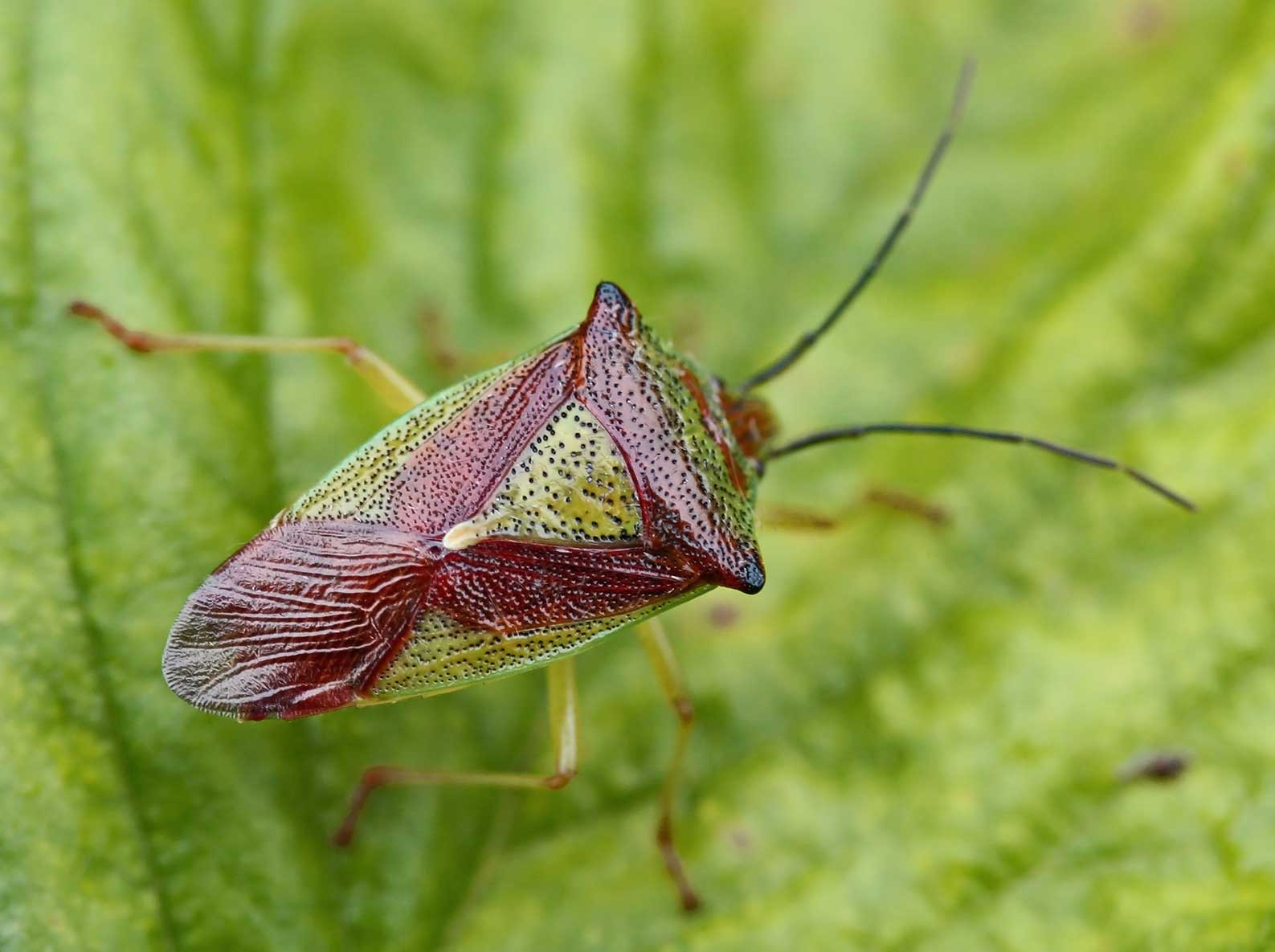
Acanthosoma haemorrhoidale
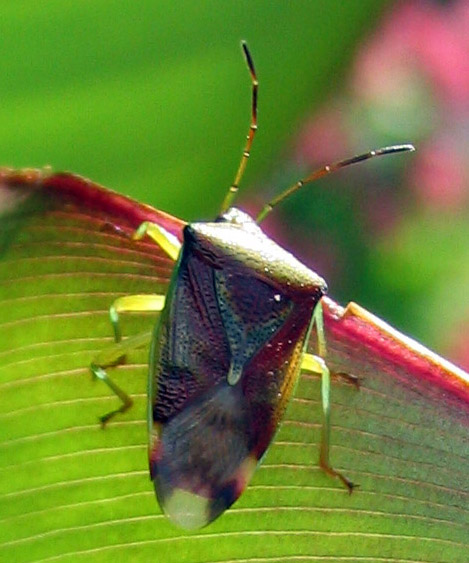
Elasmostethus interstinctus
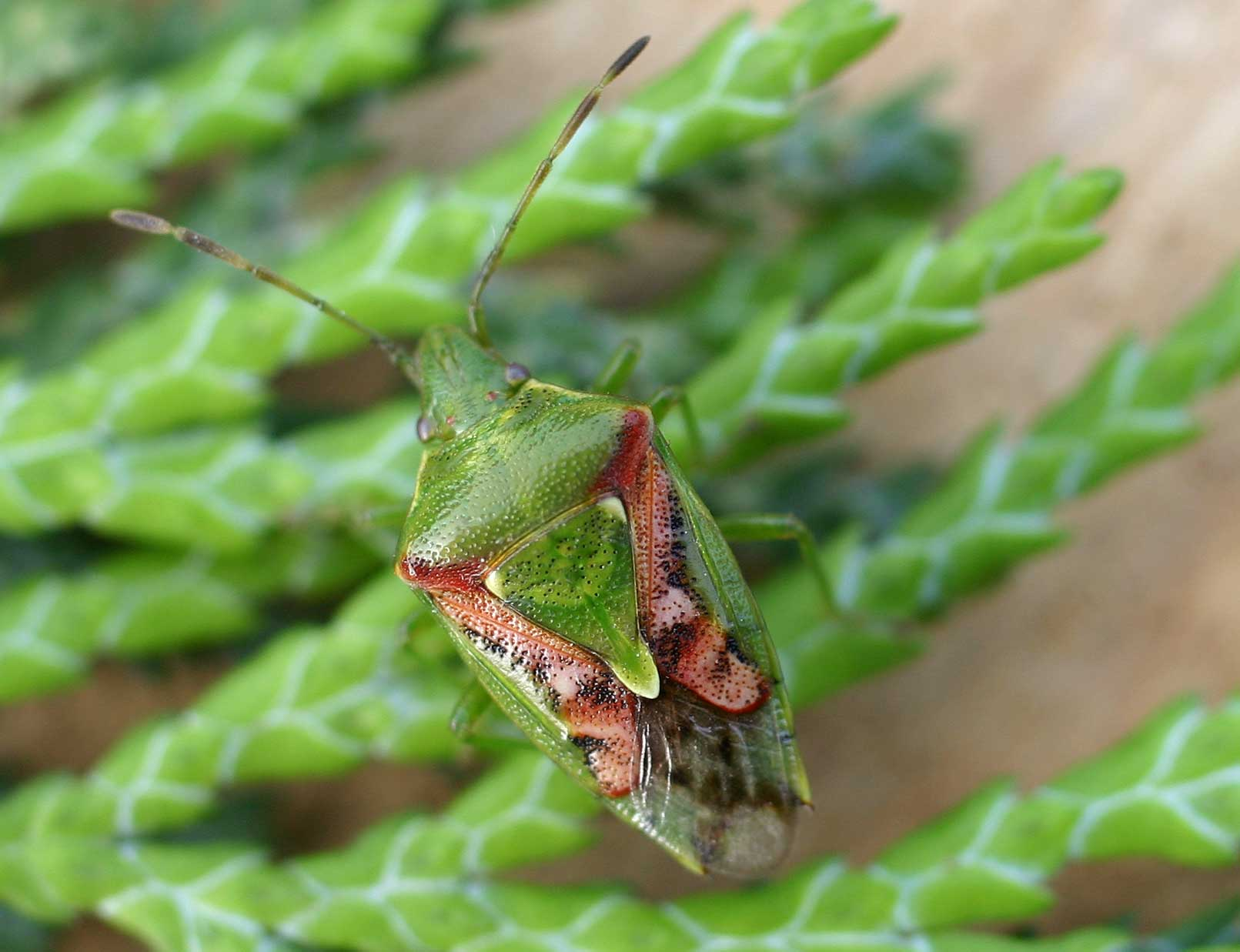
Cyphostethus tristriatus
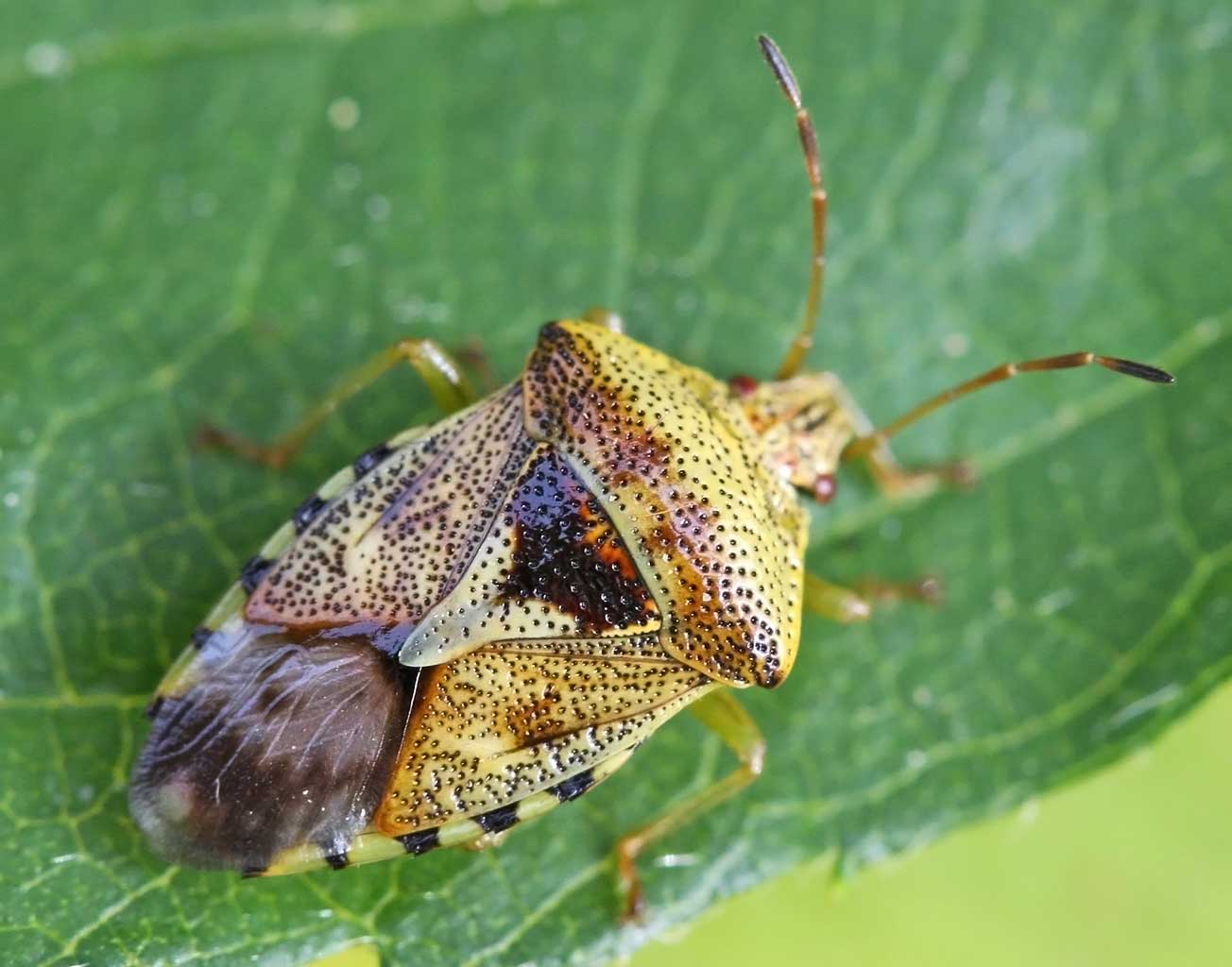
Elasmucha grisea
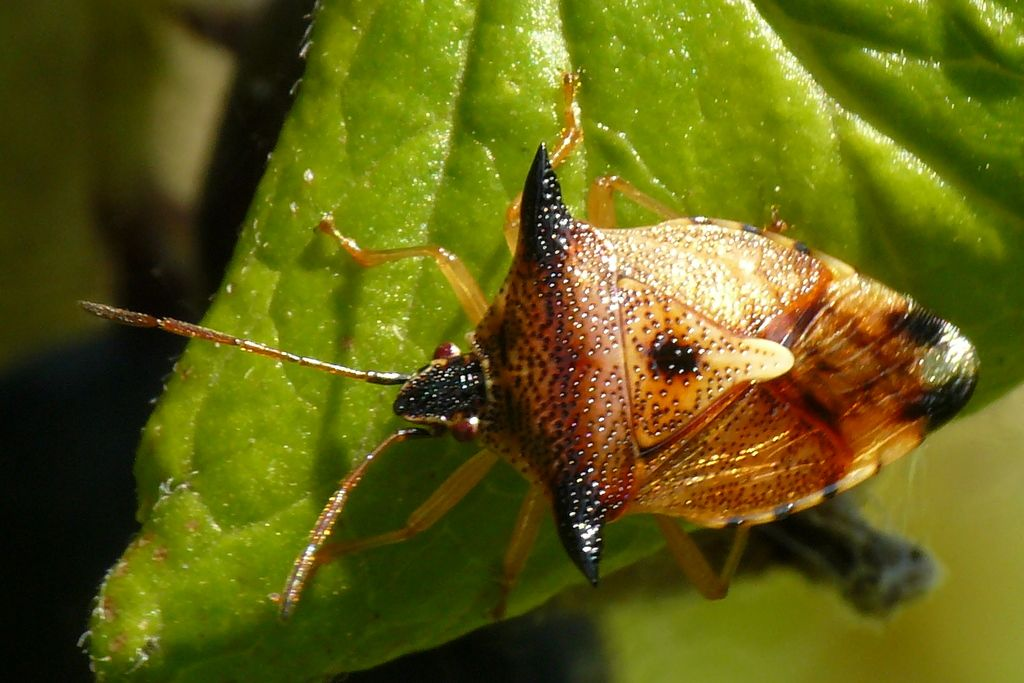
Elasmucha ferrugata